# Антуан Клоде
Жан Франсуа Антуан Клоде (фр. Jean François Antoine Claudet, 12 серпня 1797, Ліон, Франція — 27 грудня 1867, Лондон, Велика Британія) — піонер фотографії, один з перших комерційних фотографів Великої Британії.

## Біографія
Народився в Ліоні (за іншими даними — в Château de Rosay) у Франції 12 серпня 1797 року (за іншими даними — 1798 року). Був другим з шести дітей у багатодітній сім'ї заможного буржуа. Після смерті батька 1807 року головою сім'ї стала мати, яка іноді отримувала допомогу від родичів. Здобув комерційну та класичну освіту. На прохання свого дядька Клоде 1818 року переїхав до Парижа, щоб працювати в його банку, але захопився виробництвом скла. Після весілля з Жюлі Бурделен (фр. Julie Bourdelain, вона померла 1881 року, народила Клоде в шлюбі мінімум двох синів) став працювати помічником керівника в майстерні «Ponces Grimblot», розташованої на околиці Парижа (за іншими даними — на склозаводі в Шуазі-ле-Руа під Парижем).
1827 (або 1829) року переїхав до Лондона. 1829 року відкрив й очолив там представництво своєї французької фірми (знаходилося в Голборні). 1833 року Клоде винайшов машину для різання скляних циліндрів. Її використання давало такий значний комерційний і художній ефект, що 1853 року принц Альберт ушанував його медаллю Королівського товариства мистецтв за цей винахід. 1837 року він вступив у партнерство з Джорджем Гоутоном. Хоча він ніколи не відмовлявся від французького громадянства, Лондон став з цього часу його основним місцем проживання протягом решти життя.
Клоде зацікавився дагеротипом і вирушив до Парижа, щоб вивчати його у самого Луї-Жака Дагера. Хоча патент на дагеротип придбав французький уряд, щоб зробити його вільним для використання, Дагер ще до цього оформив патент на нього у Великій Британії. Клоде придбав лише індивідуальну ліцензію на комерційне використання дагеротипу і потім шкодував, що не придбав патент. Він також купив ранні роботи учнів Дагера й одразу почав продавати їх через свій магазин скла в Лондоні. Після повернення до Англії Клоде намагався прискорити процес створення дагеротипу, що призвело до отримання власного патенту на використання червоного світла. У червні 1841 року Клоде відкрив студію «Adelaide Gallery» поблизу церкви Святого Мартіна в Полях, яка породила його професійне суперництво з Річардом Бірдом (він створював фотопортрети, використовуючи американську камеру). Коли Бірд придбав повний британський патент на дагеротип, спробував скасувати ліцензію Клоде. Клоде зрештою виграв тривалий судовий процес проти Бірда. Серед широкої публіки студія Клоде була значно популярніша, ніж студія його суперника.

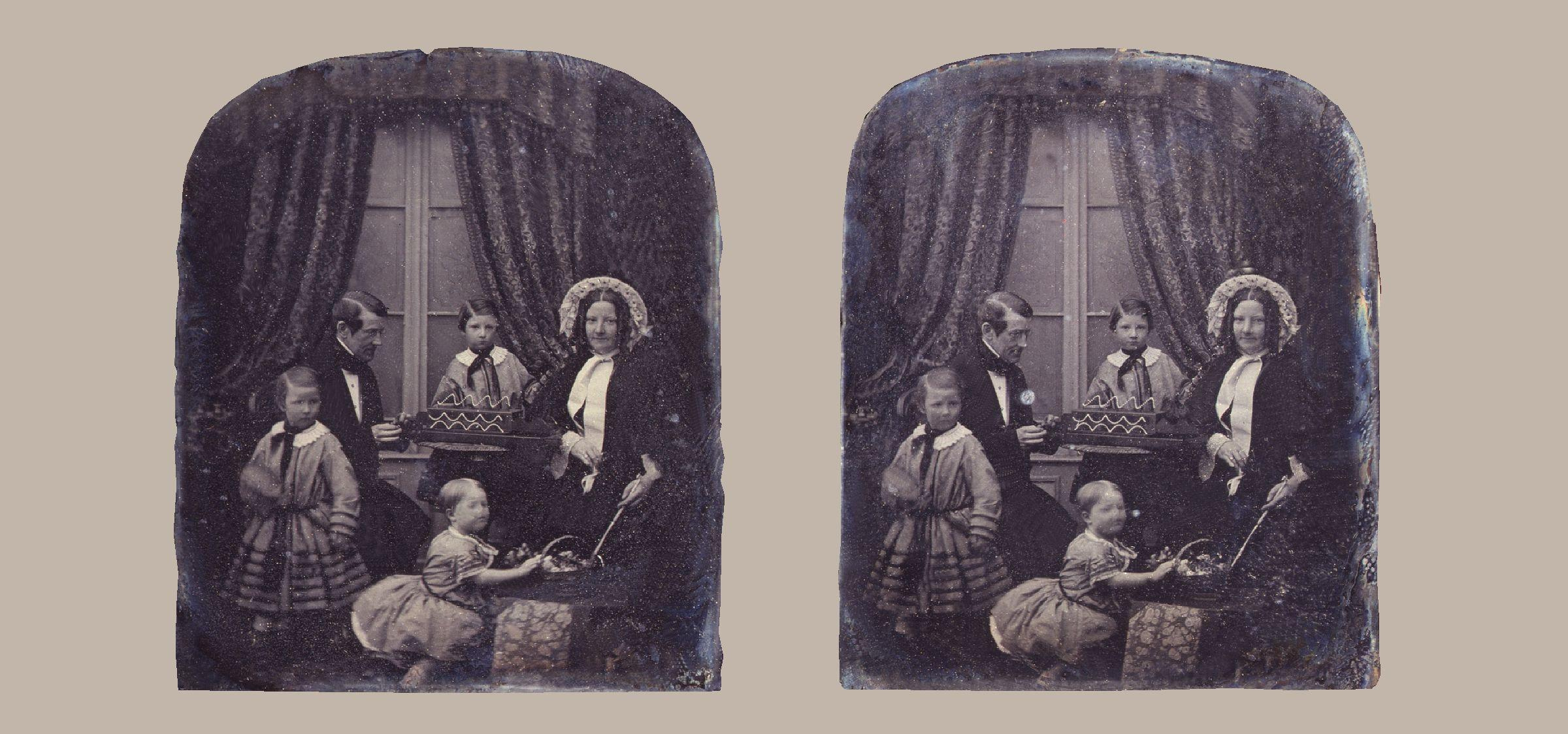
Антуан Клоде. Чарьз Вітстоун та його сім'я, стереодаггеротип, до 1867

На початку 1841 року повідомив на засіданнях Королівського товариства та Académie des Sciences, що зробив відкриття: використання хлору та брому може прискорити процес дагеротипії. Клоді без патентних обмежень зробив процес доступним для всіх. Він запатентував ідею використання червоного світла у темній кімнаті та вперше використав штучне світло та розписані художниками фони-декорації під час знімання. 1842 року він вперше зробив стереодагеротипи для відомого фізика сера Чарльза Вітстона. Його серія дагеротипів видів Лондона зверху стала основою для панорами Лондона, створеної на початку 1843 років для «Ільюстрейтед Лондон ньюз».
На портретах натурники Антуана Клоде мають природніший вигляд в порівнянні з моделями інших дагеротипістів, які працювали в середині XIX століття. 1842 року він захопився ідеєю стереоскопічної фотографії, яка стала його основною турботою протягом наступного десятиліття. Клоде почав використовувати процес калотипії, розроблений Вільямом Генрі Фоксом Талботом, що дозволило йому робити більшу кількість знімків на основі негативів. У цей період він також експериментував з мокрим колодієвим процесом. Його помічником був відомий голландський фотограф Ніколас Геннеман, який тривалий час працював з Талботом. Однак він був останнім лондонським фотографом, який продовжував пропонувати дагеротип-портрети.Один із відвідувачів студії Клоде писав:
«Мене посадили… під яскравими променями сонця… Експозиція тривала близько хвилини… Мене змусили дивитися, не моргаючи, поки з очей не хлинули сльози. Портрет, звичайно, був схожий на карикатуру… Я заплатив гінею… Зображення швидко зблікло»— Андрей Высоков. 12 августа 1797 года родился знаменитый фотограф Жан Франсуа Антуан Клоде
1847 року створив студію в Колізеї в Ріджентс-парку. Після вельми успішного показу його постановчих дагеротипів на виставці 1851 року, створив «Храм фотографії» на Ріджент-стріт, 107 (будівлю збудував архітектор Парламенту Чарльз Беррі, який працював у стилі вікторіанської еклектики, він був відомий своїм внеском у розвиток італійської архітектури у Великої Британії, використанням палаццо епохи Відродження для проєктування заміських будинків, міських садиб і громадських будівель). Клоде першим почав створювати та вивчати історію молодого мистецтва фотографії, створивши 1847 року роботу «Прогрес фотографії» для Королівського товариства мистецтв.
Королева Вікторія, 1851 року побачивши фотографії Клоде, призначила його офіційним королівським фотографом через два роки. Також, 1853 року його обрали членом Королівського товариства мистецтв і Лондонського королівського товариства. Він регулярно брав участь у засіданнях Британської асоціації з розвитку науки. За свої досягнення у фотографії ушанований нагородами від королеви Вікторії та Наполеона III. Клоде належить понад 40 наукових досліджень у цій галузі. Він отримав патент на складаний кишеньковий стереоскоп у березні 1853 року, а через два роки отримав інший патент на великий стереоскоп, розрахований на більш ніж 100 слайдів. Клоде приписують вирішальну роль у створенні ідеї екрана для майбутньої проєкції кінофільмів. Його син Генрі поступово взяв на себе бізнес батька, але Антуан Клоде, як і раніше, активно експериментував і публікував роботи в області фотографії.
Отримання важкої травми при висадці з омнібуса завдало удару по його здоров'ю, невдовзі після цього 27 грудня 1867 він помер у своєму будинку на Глостер Роуд, 21, Ріджентс-парк, Лондон. Його син Генрі Клоде почав збирати матеріали для біографії батька. Вони зберігалися у Храмі фотографії Клоде. Менш ніж через місяць після його смерті, 23 січня 1868 року, Храм фотографії загорівся і будівля була повністю зруйнована, що стало непоправною втратою для істориків ранньої фотографії. Знищено було майже 20 000 гравюр, негативів і дагеротипів. Деякі дагеротипи Клоде збереглися та експонуються у музеях, зокрема в Національній галереї Шотландії та Музей Гетті. Національна портретна галерея має більш ніж двадцять його фотографій (з 42 збережених і достовірно співвідносних з творчістю фотографа).

## Зображення шахістів

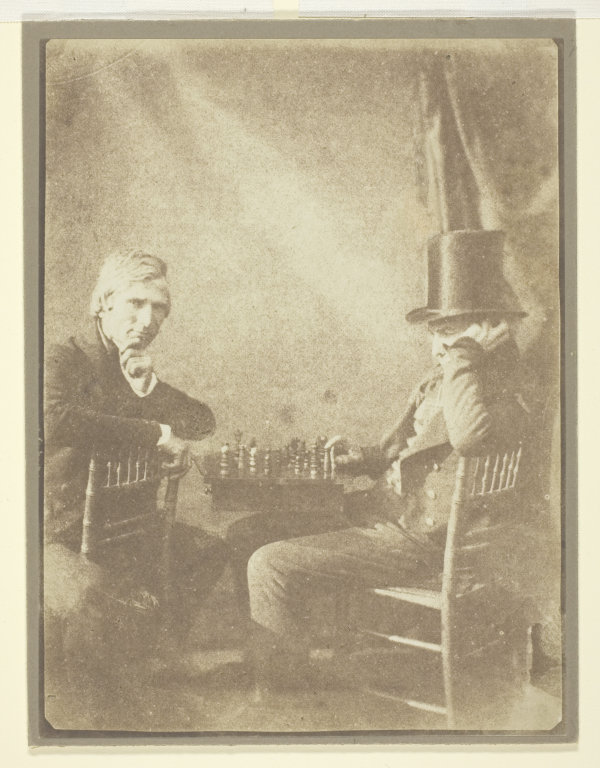
Антуан Клоде на фотографії за шахівницею (ліворуч), близько 1847 року

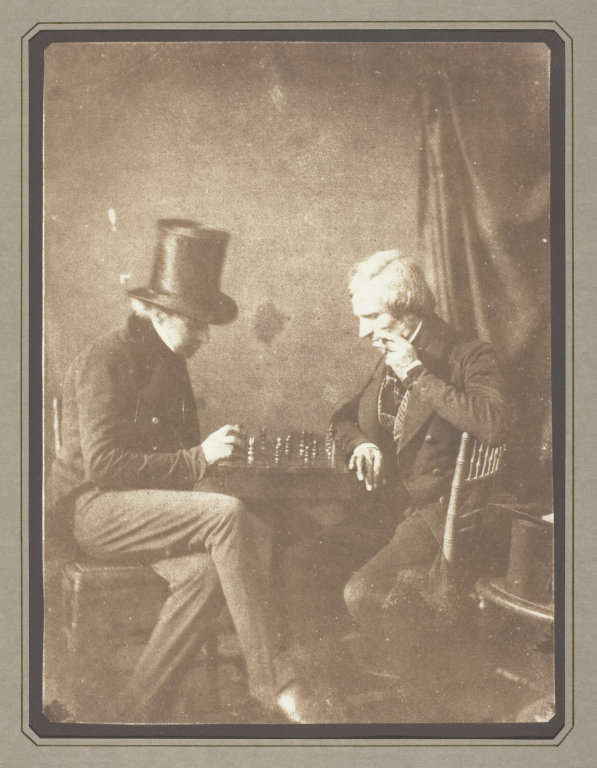
Антуан Клоде (?). Шахісти, близько 1847 року

Відомі щонайменше десять фотографій шахістів пов'язаних з Антуаном Клоде, що належать до 1840-х років, дві найбільш відомі з них входять до зборів музею Метрополітен. Обидві фотографії знято в одному й тому ж місці і в один день (партнери на другій фотографії пересіли, але позиція, що стоїть на дошці, не змінилася). На частині з них зображені фотограф Антуан Клоде та, можливо, помічник Талбота та Клоде Геннеман. Саме останній і опублікував деякі з цих фотографій уперше. Авторство серії фотографій «Гравці у шахи» приписується сучасними істориками мистецтва різним фотографам з кола друзів Талбота. Серед найбільш достовірних атрибуцій — сам Фокс Талбот, Клоде та Ніколас Геннеман. Деякі з фотографій містять штампи або маркування, які свідчать, що вони виставлялись на продаж Геннеманом за ціною три шилінги в Лондоні між 1847 і 1851 роками. Жоден з цих негативів, наскільки відомо, не зберігся. Численні відбитки цих двох фотографій не містять достовірного підпису автора.
Наукові співробітники Метрополітен приписують композицію двох фотографій зі своїх зборів саме Клоде, хоч і визнають, що він сам позує на фотографіях (обидва рази він на фотографіях зображений без головного убору). Вони не наважуються стверджувати, хто є його суперником на шахівниці, припускають, що автором міг бути і Геннеман, хоча і з меншим ступенем ймовірності. Можливо, суперник Клоде на фотографії преподобний Кальверт Річард Джонс, син уельського землевласника, математик, художник-мариніст, фотограф-дагеротипіст, який займався і калотипією.
Сайт Чиказького інституту мистецтв приписує ці фотографії Талботу. У дослідженнях Шаафа стверджується, що зображення, можливо, були зроблені в студії Клоде, знаходилися деякий час у власності Геннемана, а потім були отримані Талботом від нього як оплата в рахунок якогось боргу. Розмір фотографій відповідає розміру, який використовував Клоде для своїх калотипів. Його знані студійні портрети, однак, часто відображають декорації та реквізит, а не просту тканину драпірування, як на портретах шахістів. Шааф вважає, що ці фотографії створені не в студії Adelaide Gallery в Лондоні і не в студії за адресою Кінг Вільям стріт, 18, яку Клоде відкрив 1843 року, а в студії в Колізеї Ріджентс-парк, хоча дослідник припускає, що їх автором міг бути й інший фотограф. На цілій низці фотографій зображено Ніколаса Геннемана. Однак, Шааф вважає, що передбачуваним автором не міг бути Геннеман, який був добре знайомий з технічною стороною фотографії, але не володів достатньою мірою її естетикою.
Композиція фотографій дуже проста, освітлення створює драматичну атмосферу, вирази осіб цілком достовірні, попри постановчий характер. Є живі і справжні портрети, порівняні з кращими спонтанними портретами Девіда Октавіуса Гілла і Роберта Адамсона.
Каталог Raisonné трактує ці зображення як створені фотографами кола Талбота, належать до тих, які традиційно пов'язувалися з його творчістю. Можливо, однак, що деякі з цих фотографій були зроблені після смерті Талбота 1867 року (на це вказує вельми специфічний фотопапір), але перш ніж міс Талбот зробила їх надбанням широкої публіки 1930 року.
Талбот грав у шахи за листуванням і неодноразово згадував їх у своїх листах, але ніщо не пов'язує його саме з цими фотографіями. Найбільш ранні з них створені у вересні 1841 року (день був відрізаний від напису на позитиві згодом), інші датуються 7 квітня та липнем 1842 року. У старих працях з історії фотографії роботи з колекції Метрополітен датувалися навіть 1840 роком. У радянському шаховому журналі саме одну з цих фотографій наводилась з підписом «Перша у світі шахова фотографія», журнал приписав її Талботу і датував 1846 роком.

## Галерея

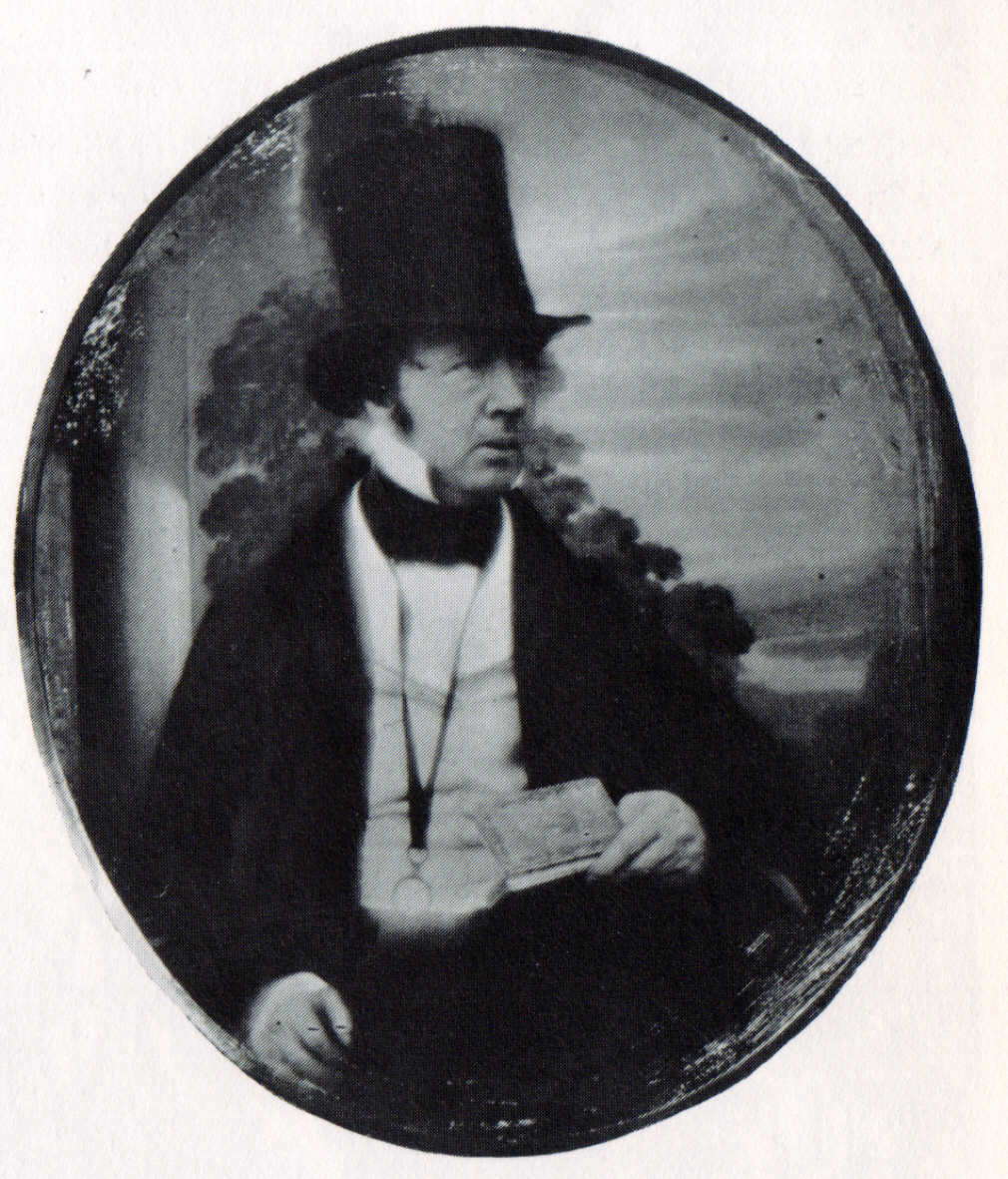
Антуан Клоде. Генрі Фокс Талбот, 1844
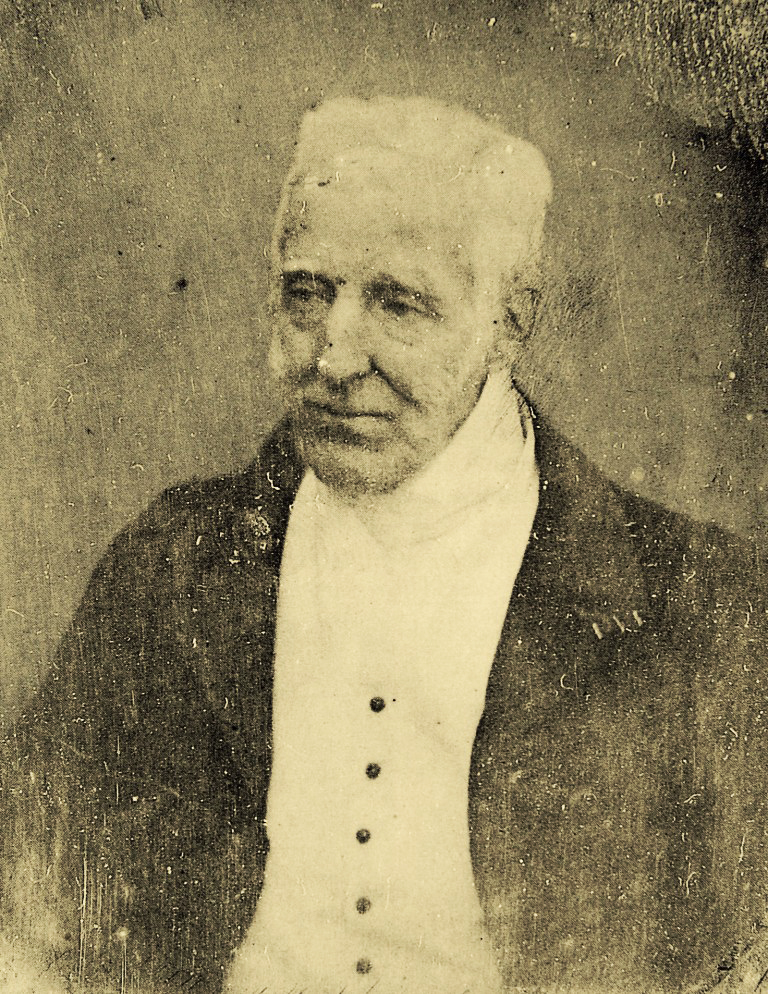
Антуан Клоде. Герцог Артур Веслі Веллінгтон, 1844
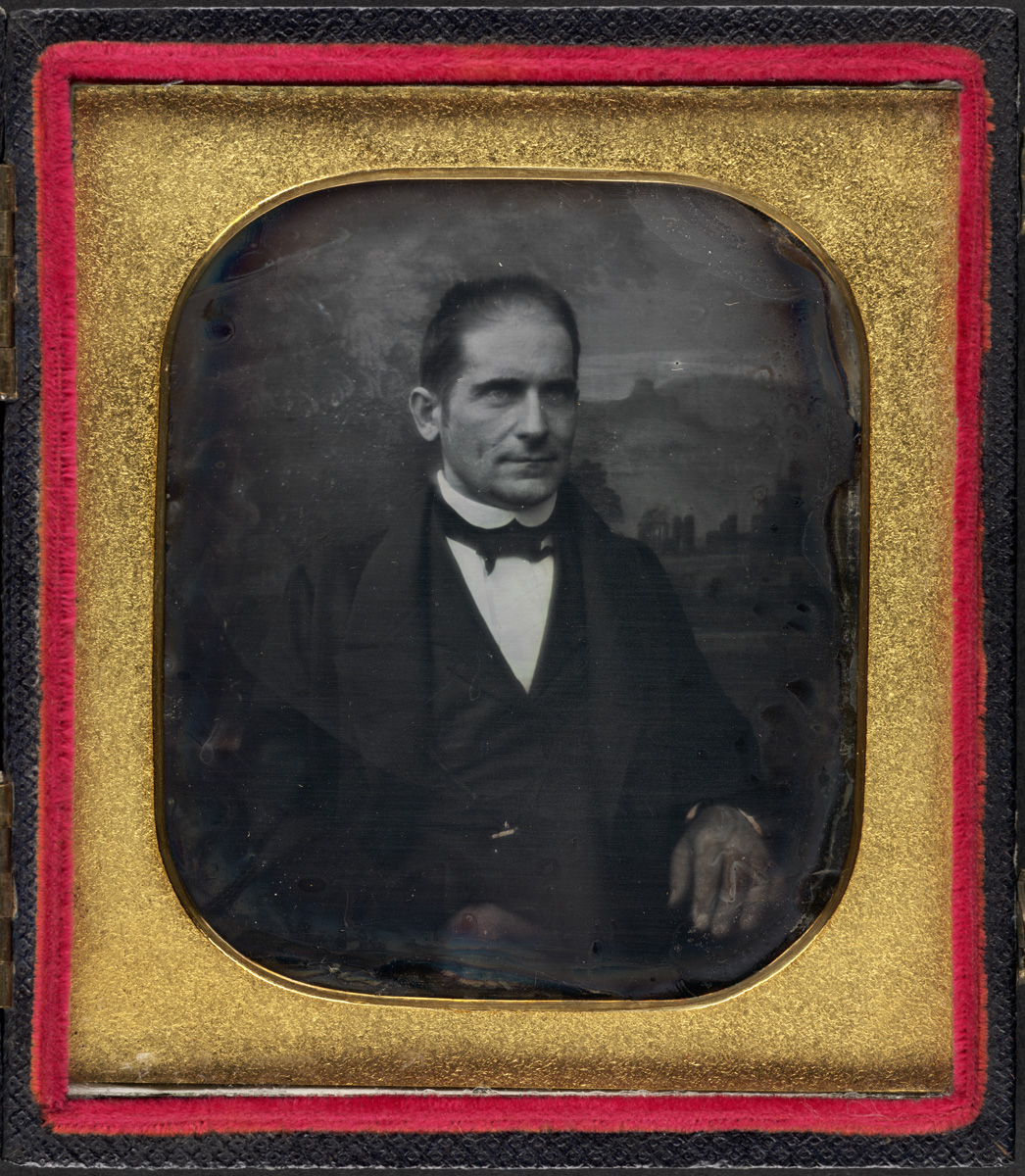
Антуан Клоде. Генрі Кларк Райт (американський аболіціоніст), 1847
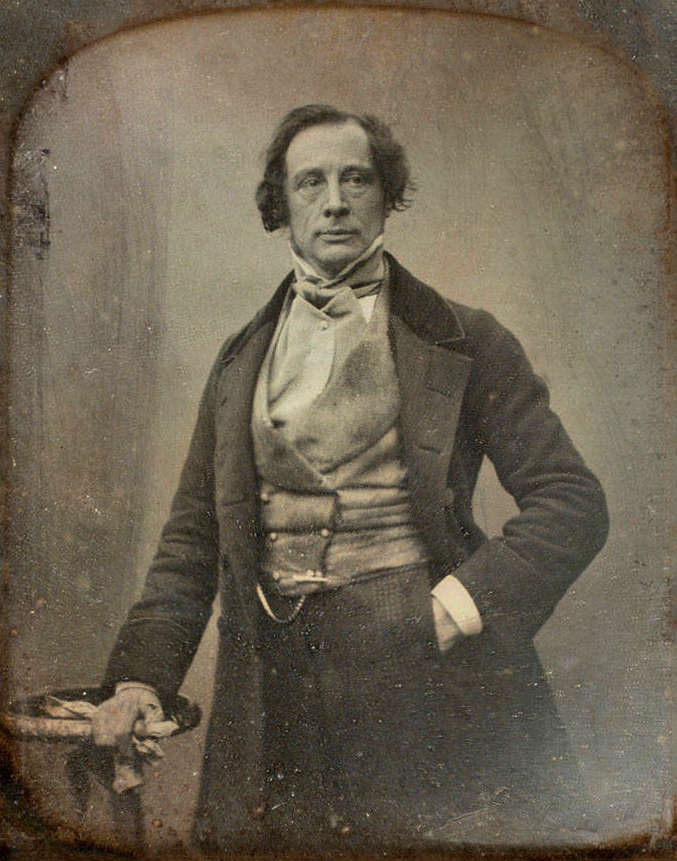
Антуан Клоде. Чарлз Діккенс, 1852
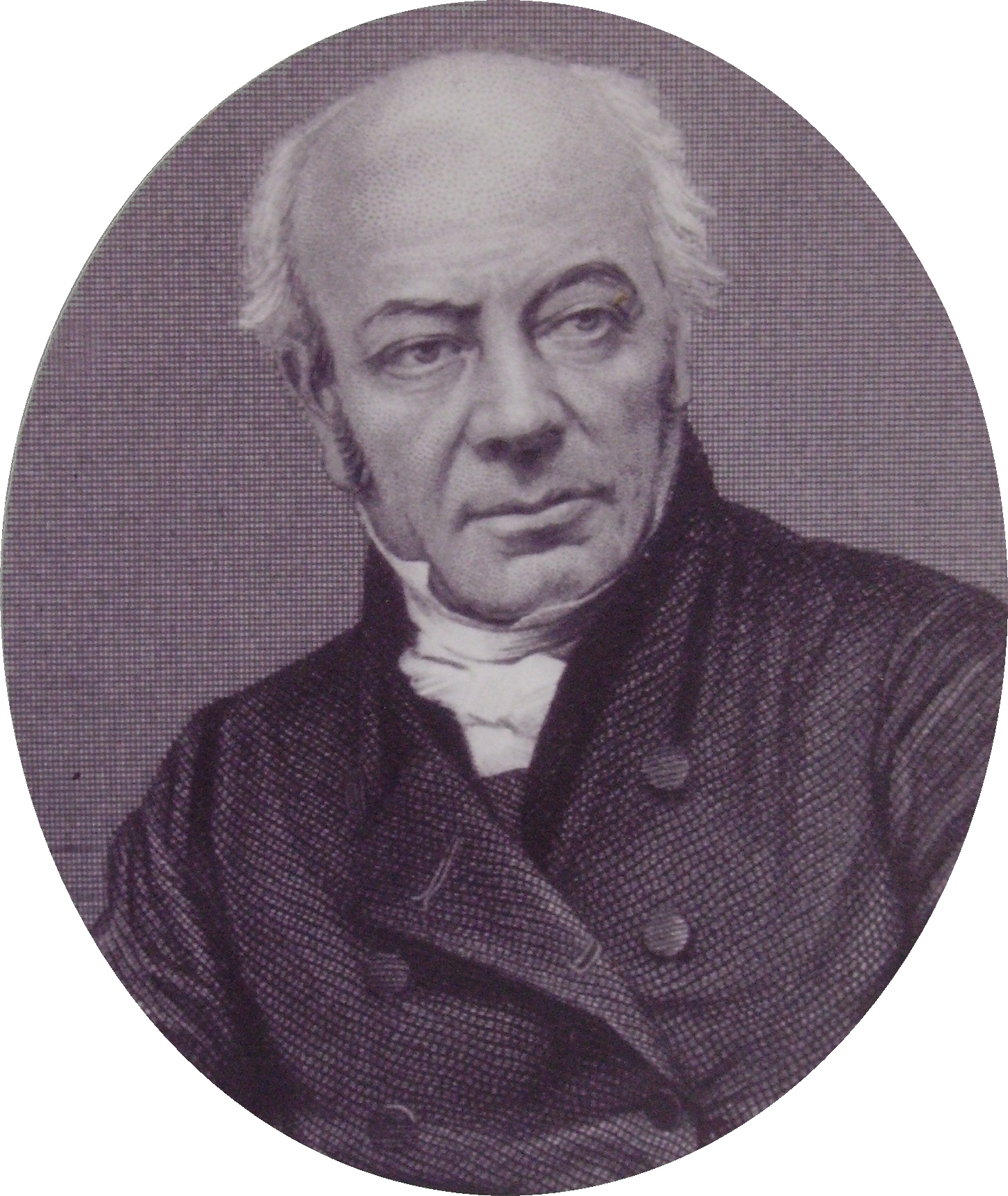
Антуан Клоде. Вільям Бакленд, 1850-і роки
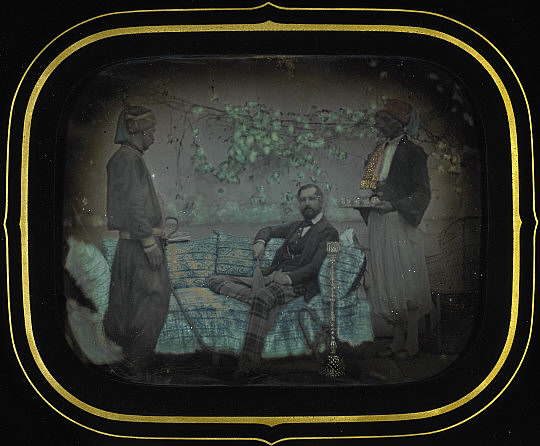
Антуан Клоде. Чарльз Август Мюррей[en] , 1851
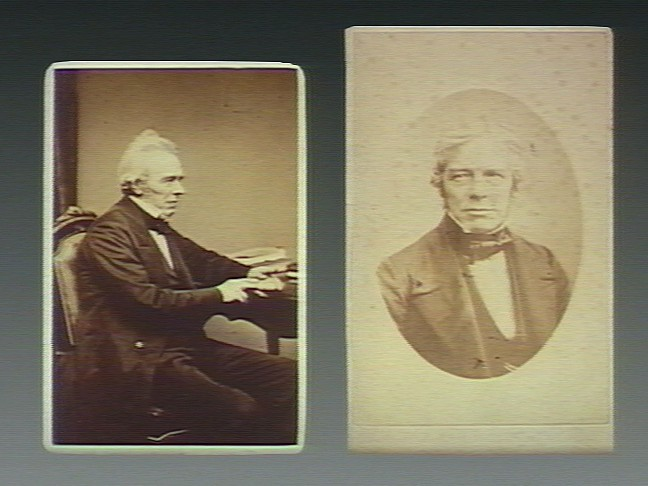
Антуан Клоде. Майкл Фарадей, 1852